# Jaciment de Sterkfontein
Sterkfontein (en afrikaans, traduït com a font forta) és un jaciment prehistòric de coves de la província de Gauteng, al nord-oest de Johannesburg, a prop de Krugersdorp, a Sud-àfrica. El jaciment ha revelat molts fòssils d'australopitecs i restes de pedra del paleolític inferior.
Sterkfontein, juntament amb els jaciments prehistòrics propers de Swartkrans, Kromdraai, Wonder Cave i una dotzena d'altres jaciments de Gauteng, es van inscriure en la Llista del Patrimoni Mundial de la UNESCO el 1999 com a Jaciments d'Homínids Fòssils de Sud-àfrica. El conjunt també es coneix com a "Bressol de la Humanitat".

## Història
La història de Sterkfontein, com la d'altres jaciments del Bressol de la Humanitat, està unida als dipòsits de pedra calcària d'aquestes coves, utilitzats per a la indústria de Johannesburg, i en particular per a la producció de calç emprada en el procés d'extracció d'or, després del descobriment d'aquest metall preciós el 1884 a la conca de Witwatersrand, al sud de la ciutat. L'octubre del 1896, les coves de Sterkfontein foren descobertes per casualitat amb explosius per Guglielmo Martinaglia, un miner italià que cercava aquestes roques calcàries.
La presència de fòssils es detectà des del començament de l'extracció de les concrecions calcàries; un informe d'un marista que visità el jaciment al 1898 ho demostra. Poc després de l'obertura de les coves, David Draper, un geòleg del Servei Geològic de Sud-àfrica, convencé els miners de preservar les concrecions calcàries de la cova principal de Sterkfontein. · 
No va ser fins al 1936 que s'hi feren excavacions metòdiques, sota la direcció de Raymond Dart i Robert Broom, de la Universitat de Witwatersrand.
Aquestes excavacions revelaren molts fòssils d'australopitec. El 1936 es va descobrir el primer australopitec adult, cosa que va donar un gran suport a la posició de Raymond Dart pel que fa a l'estatus proposat del fòssil d'australopitec com a avantpassat del llinatge humà el Nen de Taung, publicat el 1925. Durant el període del 1936-1938, es van descobrir 19 fòssils d'australopitecs en aquest jaciment, i part d'un crani i el seu endocràs, TM 1511 i Sts 60, atribuïts per Broom a Plesianthropus transvaalensis (el quasi humà del Transvaal). Aquests gèneres i espècies ja no es reconeixen, i les restes descobertes ara s'atribueixen a Australopithecus africanus.

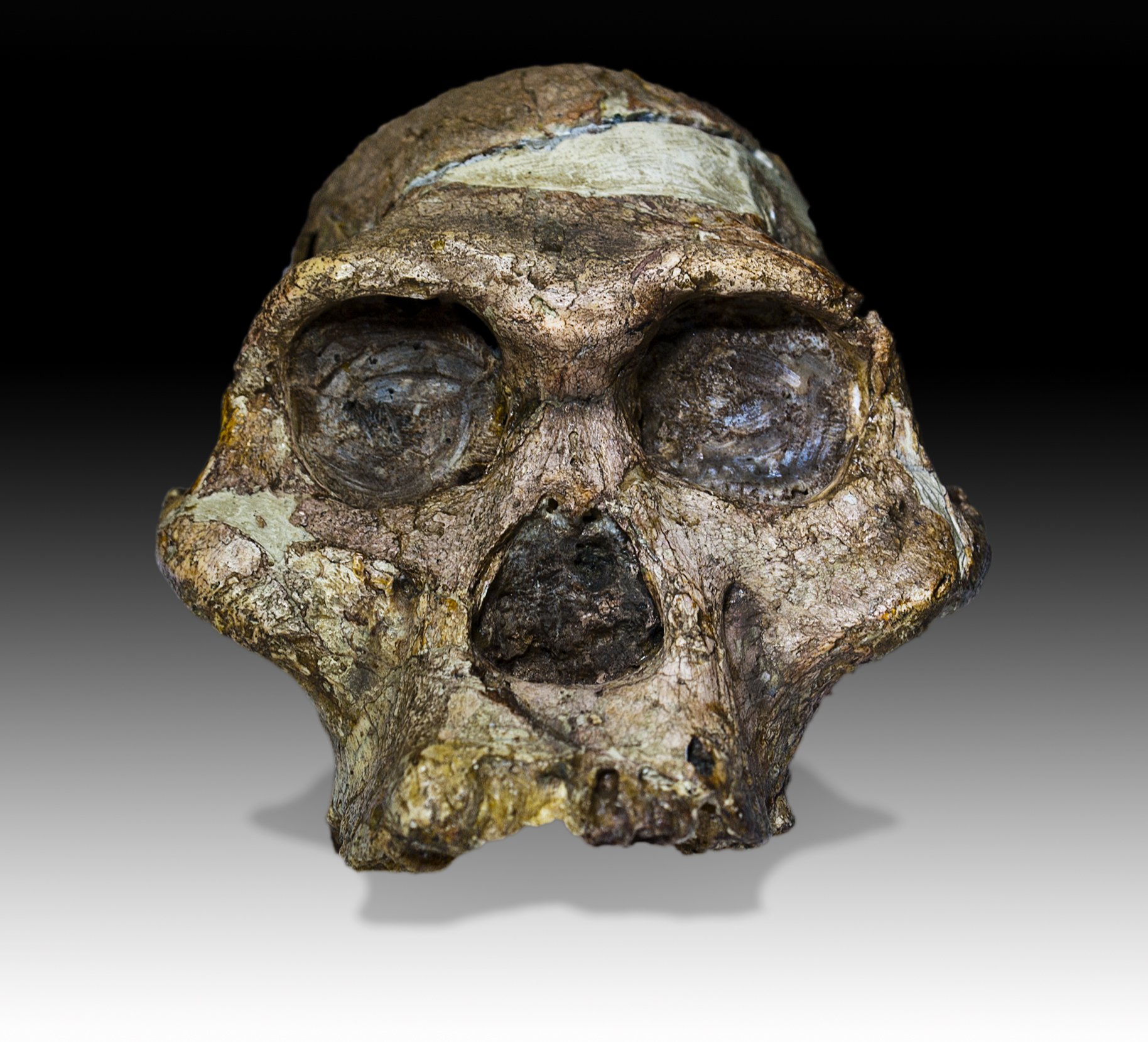
El crani de la senyora Ples

Les recerques es van interrompre durant la Segona Guerra mundial. El 1947, Robert Broom i el seu ajudant John T. Robinson hi trobaren un crani quasi complet d'Australopithecus africanus d'una adulta (o adolescent). El fòssil Sts 5) es feu famós amb el malnom de Mrs. Ples, derivat del gènere Plesianthropus. El 2011, se li calculava 2,3 milions d'anys; una datació amb isòtops cosmogènics, però, del 2022 l'ha calculat en 3,4 milions d'anys. Quan conclogueren les recerques al gener del 1949, s'hi havien estudiat 75 espècimens d'australopitecs.

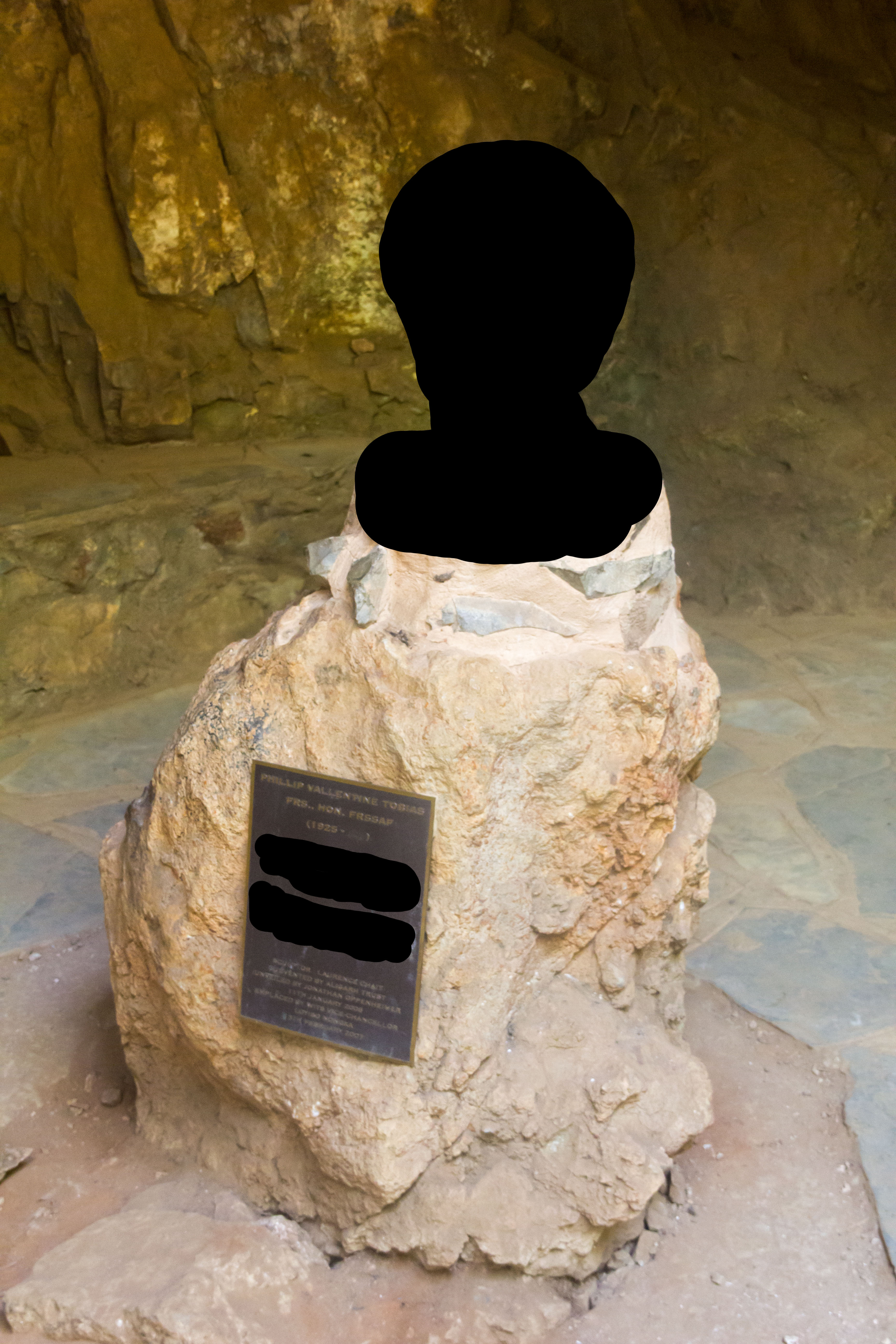
Bust de Phillip Tobias a Sterkontein

El 1966, es va programar una sèrie d'excavacions sota la direcció de Phillip Tobias, de la Universitat de Witwatersrand. L'agost del 1976, Phillip Tobias i Alun R. Hughes, supervisor de les excavacions, van desenterrar un crani atribuït inicialment a Homo habilis. Aquest crani, Stw 53, és un dels cranis humans arcaics més complets coneguts de Sud-àfrica, i el segon que es va descobrir al sud d'Àfrica, després de SK 847 del jaciment de Swartkrans. Abans, còdols amb forma descoberts a una distància de 3 m i a nivells propers al de Stw 53 indicaven la seua fabricació per Homo habilis. Els estudis dels dipòsits d'aquesta part de la cova han revisat aquesta hipòtesi, perquè els sediments que envolten directament Stw 53 no contenen cap indústria lítica. La classificació de Stw 53, Australopithecus o Homo, és objecte de molt de debat. Aquest crani l'assignà a una nova espècie, Homo gautengensis, Darren Curnoe el 2010.

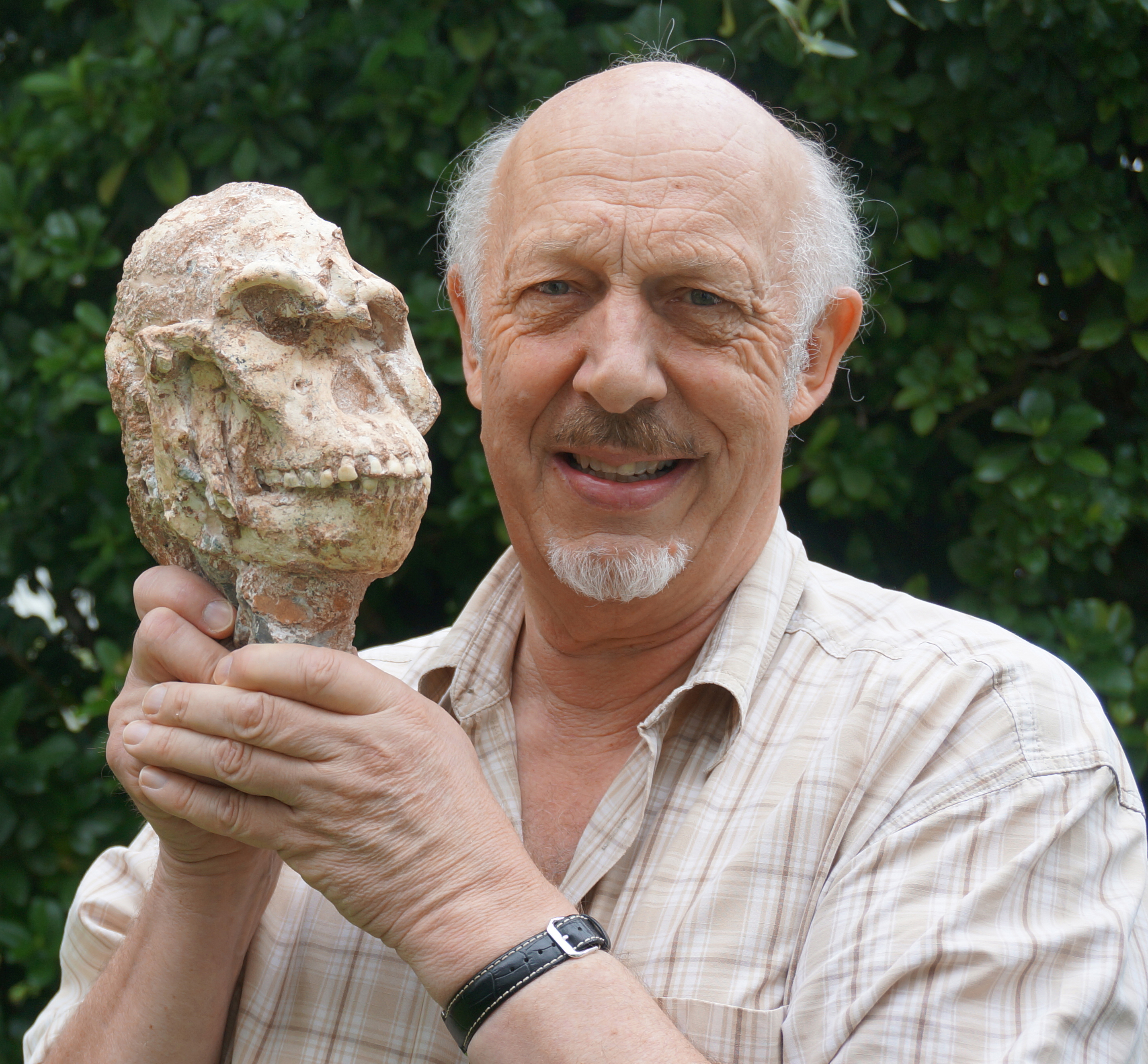
Ron Clarke presentant el crani de Little Foot

El 1997, es va descobrir un esquelet fòssil quasi complet d'australopitec gràcies a Ronald J. Clarke: després d'haver identificat diferents fragments d'os corresponents al peu d'un homínid a les antigues col·leccions del jaciment, demanà als seus ajudants Stephen Motsumi i Nkwane Molefe que cercassen a la bretxa que encara hi havia a la cova els fragments complementaris. En menys de dos dies, havien identificat la secció d'una tíbia que connectava amb els ossos del peu que tenien a mà. L'esquelet fòssil, inventariat amb el codi Stw 573 i amb el malnom de "Peu Petit", s'alliberà a poc a poc de la seua matriu de bretxa carbonatada i es veié que era excepcionalment completa. L'edat d'aquest australopitec, que Ron Clarke relaciona amb l'espècie Australopithecus prometheus, descrita per Raymond Dart el 1948 a partir d'exemplars descoberts al jaciment de Makapansgat, fou difícil d'establir. Un estudi publicat el 2015 pel geòleg Laurent Bruxelles li dona una edat de 3,67 milions d'anys.
Les excavacions continuen i els més de 500 fòssils d'homínids ja registrats fan de Sterkfontein un dels jaciments més rics del món. El 2015, una de les sales de Sterkfontein anomenada Miner Hall aportà exemplars fòssils d'homínids datats de fa 2 milions d'anys, que es poden relacionar amb eines de pedra. Els fòssils són una dent i una falange, que presenten una barreja de trets arcaics i moderns. El dit té una forma semblant a la dels dits pertanyents a l'Homo habilis i la dent és propera a la de l'Homo naledi; aquesta darrera espècie ha estat descoberta a les coves Rising Star, a prop de Sterkfontein.

## Estratigrafia

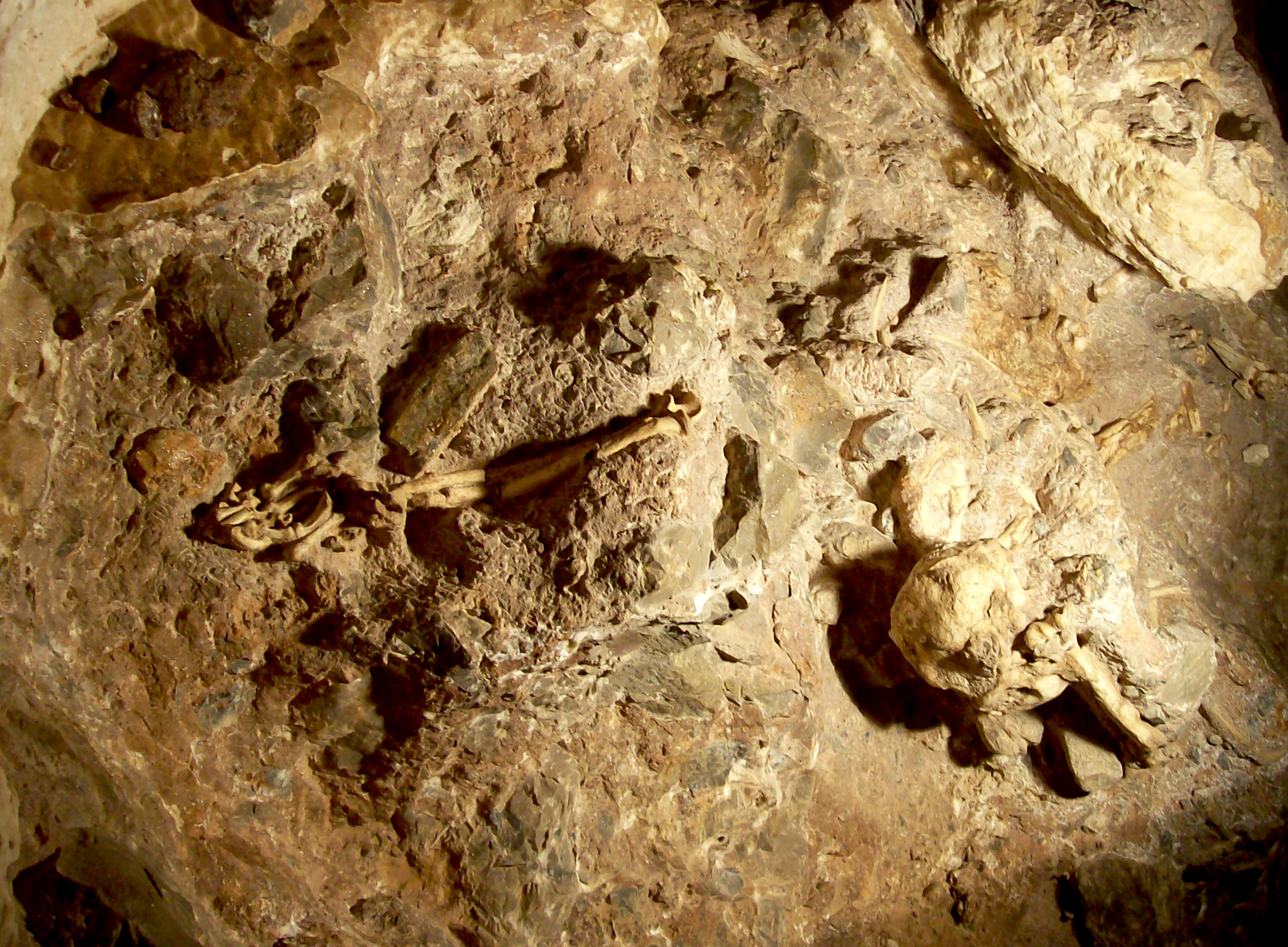
Vista general de Little Foot a la cova de Silberberg, el novembre del 2006

Els sediments del sistema de coves formen una capa d'una mitjana de 20 metres de gruix, que arriba a 30 m en alguns indrets. La formació geològica corresponent, anomenada formació Sterkfontein, s'ha dividit en sis membres, numerats de l'1 al 6, del més antic al més nou. Sols els membres del 2 al 5 han donat restes d'homínids. S'han descobert indústries de pedra al membre 5.

### Membre 2
El membre 2, present a les parts inferiors del conjunt de coves de Sterkfontein, consisteix en uns 8 metres de llim. S'hi han descobert molts ossos, inclòs l'esquelet de Little Foot en una cavitat anomenada Silberberg. A la propera Cova de Jacovec, d'edat semblant a la Cova de Silberberg però d'origen geològic indeterminat, es va descobrir un crani d'australopitec (Stw 578) l'agost del 1995.

### Membre 3
El membre 3 és inconsistent amb el membre inferior, separat per fluxos de pedra calcària d'1 metre. Arriba a un gruix de 9 metres en alguns indrets i es compon de bretxes rogenques, amb molts ossos fossilitzats localment.

### Membre 4

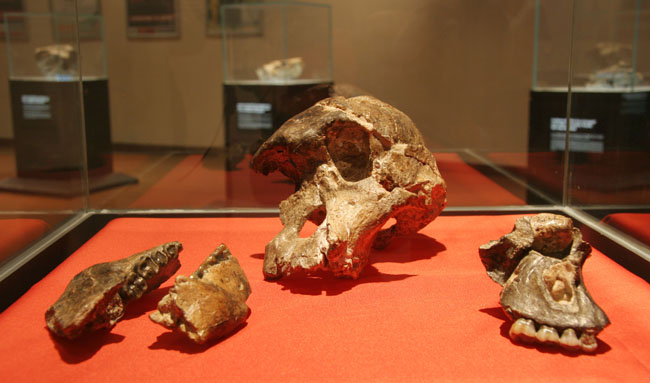
Skull Stw 505, sobrenomenat "Sr. Ples", trobat al membre 4 de la Cova de Sterkfontein

El membre 4 es divideix en quatre unitats. Les divisions principals són la Unitat A, la capa inferior, que és un farciment de 5 metres d'alçada de sílex i dolomites cimentades per fluxos de pedra calcària; i la Unitat B, de 6 metres de gruix, que consta d'una bretxa també de sílex i dolomites en una matriu d'arenes llimoses. El membre 4 ha proporcionat la majoria de les restes d'homínids primerencs descobertes al jaciment, incloent-hi Sts 5 (Mrs Ples) i Stw 505, un crani aparegut el 1989. Pertanyen sobretot a l'espècie Australopithecus africanus.

### Membre 5
El membre 5 aportà ossos d'homínids i indústries de pedra. La unitat A, que consta de 5 metres de bretxes, proporcionà Stw 53. En la unitat B, es trobaren còdols tallats de l'olduvaià i en la unitat C, indústries de pedra acheulianes.